# سليم رودس
سليم رودس (بالإنجليزية: Slim Rhodes)‏ هو مغني وموسيقي ومغن مؤلف أمريكي، ولد في 1913 في بوكاهونتاس في الولايات المتحدة، وتوفي في 10 مارس 1966.

## وصلات خارجية
- سليم رودس على موقع ميوزك برينز (الإنجليزية)
- سليم رودس على موقع ديسكوغز (الإنجليزية)